# 錦繡中華民俗村

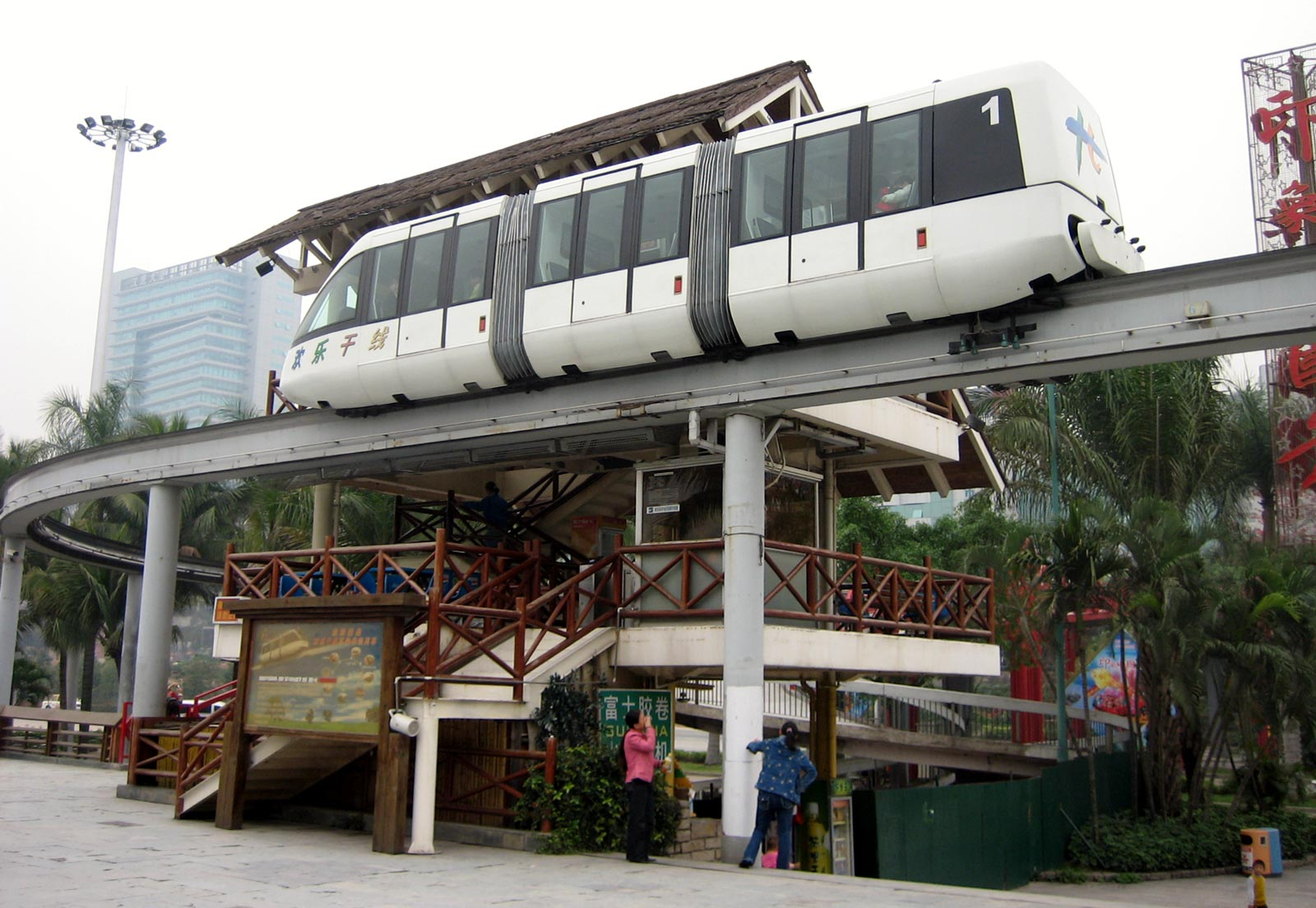
歡樂幹線是園內的單軌電車線路。

深圳錦繡中華民俗村是一個以中國文化為本而設計的主題公園，位處中國廣東省深圳市南山區華僑城，創建於1988年，由深圳錦繡中華發展有限公司營運，香港中旅國際投資有限公司持有51%股權。
整個園區佔地30萬平方米，分為錦繡中華微縮景區（常被直接簡稱作錦繡中華）與中國民俗文化村兩個區域。前者是目前世界面積最大的實景縮景區，共82个景點，均按比例1：15複製。由於縮景區有小陶人5萬多個，此區又被稱作小人國。後者於1991年開張，展示中華民族各地民俗風情、藝術以及建築風格，村内的24个村寨均按實體的比例建成。

## 交通

### 地鐵
乘坐深圳地鐵1號線至華僑城站即可抵達深圳錦繡中華民俗村。

### 公交車
- 21（紫薇閣-南山）
- 26（桃源村-皇崗口岸）
- 101（火車站-動物園）
- 109（皇崗口岸-海上世界）
- 113（蛇口碼頭-蓮塘）
- 204（建設路-蛇口）
- 223（寧水花園-南頭）

## 圖片

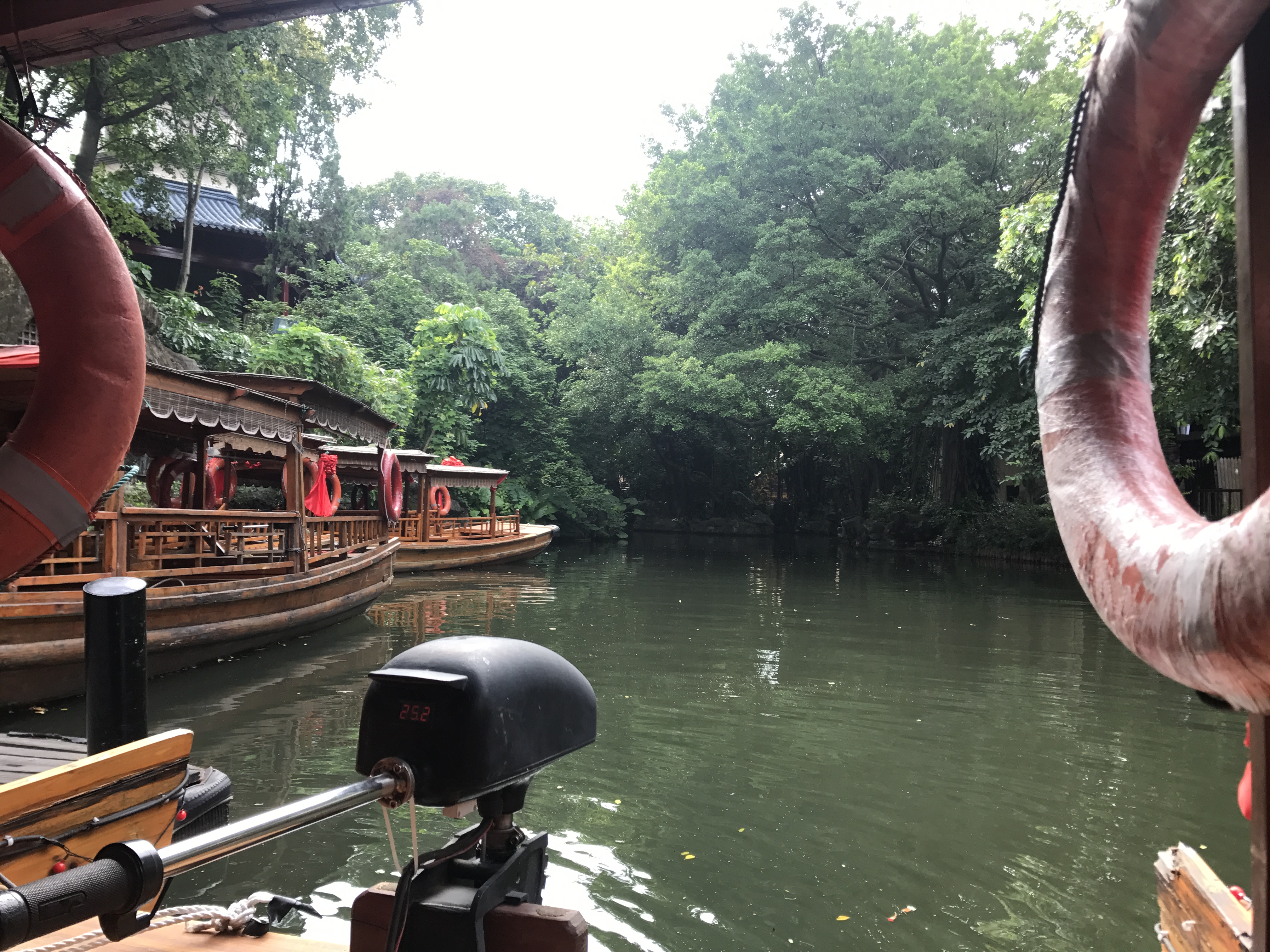
園內小湖
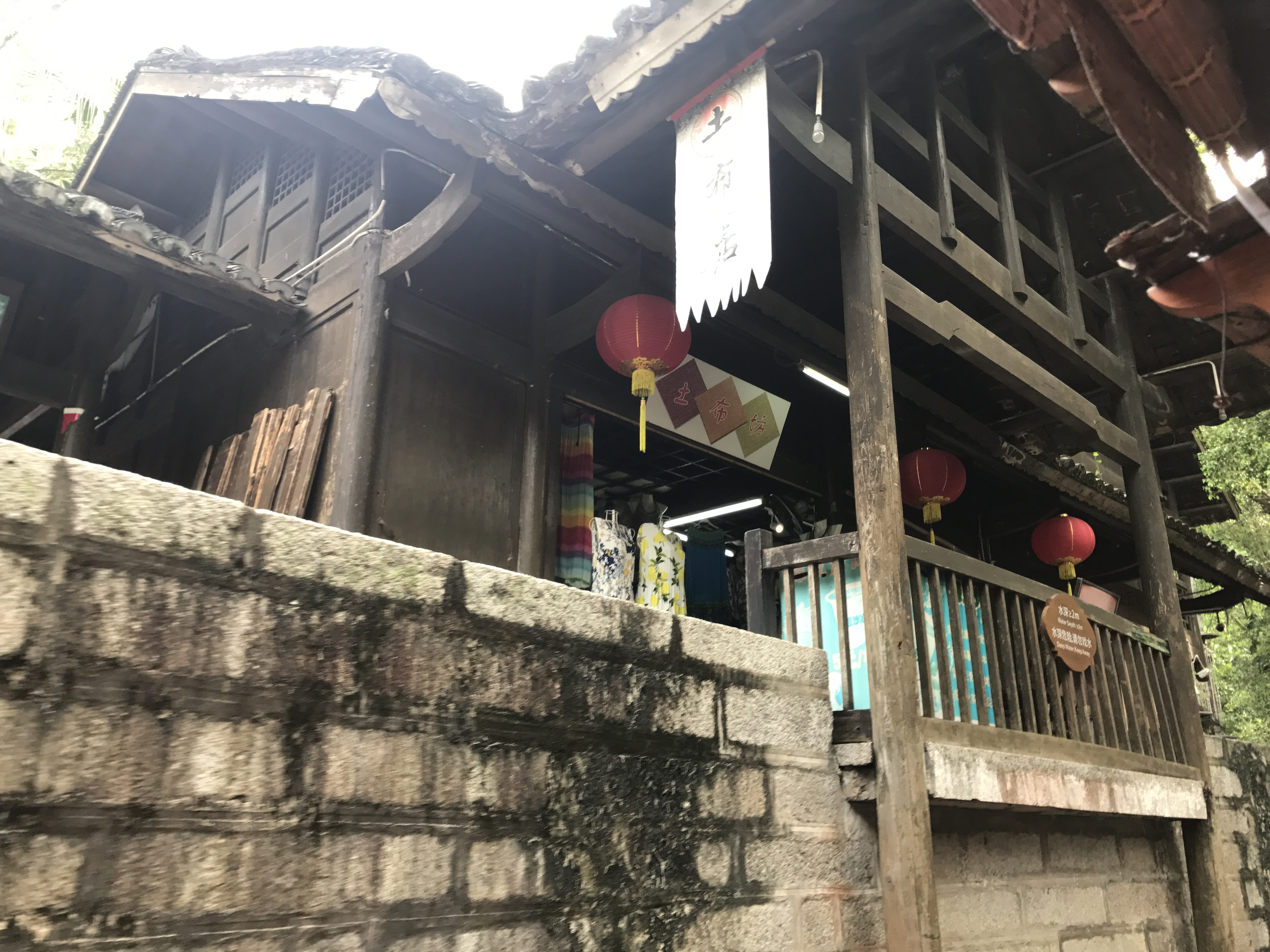
園內小店
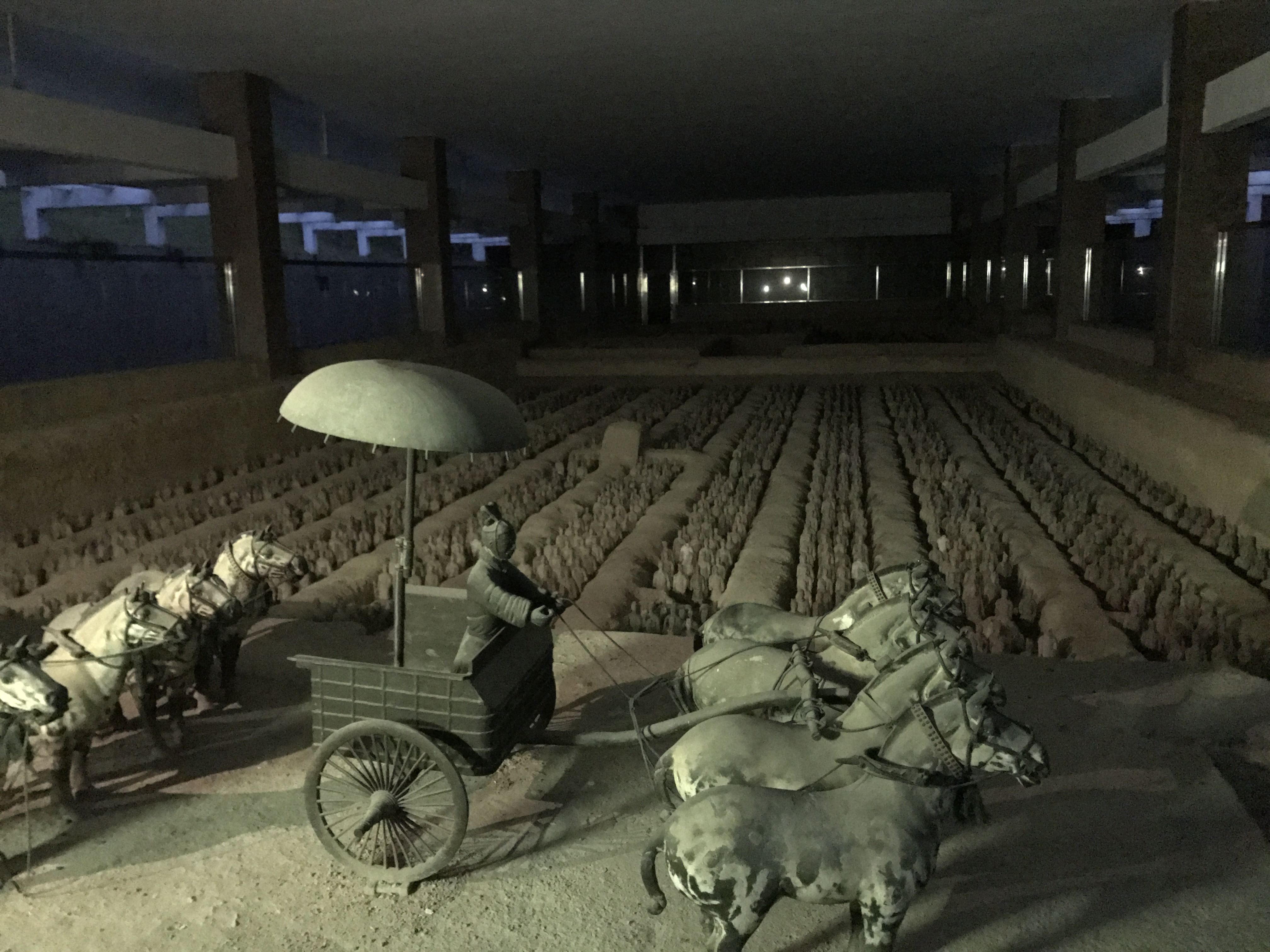
仿版兵馬俑

## 對外連接
- 錦繡中華民俗村 （页面存档备份，存于）